# The Pirates of Somalia (film)
Pour plus de détails, voir Fiche technique et Distribution.
The Pirates of Somalia est un film américain réalisé par Bryan Buckley, sorti en 2017.

## Synopsis
L'histoire vraie du journaliste Jay Bahadur en immersion dans le monde de la piraterie autour de la Corne de l'Afrique.

## Fiche technique
- Titre : The Pirates of Somalia
- Réalisation : Bryan Buckley
- Scénario : Bryan Buckley d'après le livre The Pirates of Somalia de Jay Bahadur
- Musique : Andrew Feltenstein et John Nau
- Photographie : Scott Henriksen
- Montage : Jay Nelson
- Production : Claude Dal Farra, Irfaan Fredericks, Mino Jarjoura et Matt Lefebvre
- Société de production : Hungry Man, BCDF Pictures et Kalahari Pictures
- Pays :  États-Unis -  Afrique du Sud -  Soudan -  Somalie
- Genre : drame
- Durée : 116 minutes
- Dates de sortie : 
  -  États-Unis : 8 décembre 2017

## Distribution
- Evan Peters : Jay Bahadur
- Al Pacino : Seymour Tolbin
- Melanie Griffith : Maria Bahadur
- Barkhad Abdi : Abdi
- Philip Ettinger : Alex
- Coral Peña : Katlyn
- Russell Posner : Jared Bahadur
- Aidan Whytock : l'agent Brice
- Darron Meyer : Mitch Kelp
- Robert Hobbs : l'amiral
- Alok Tewari : Kailash Bahadur
- Kiana Madani : Tracy Ziconni
- Sabrina Hassan : Maryan
- Abdi Delgo : le colonel Delgo
- Jojo Gonzalez : Jojo

## Accueil
Le film a reçu un accueil mitigé de la part de la presse spécialisée. Il obtient un score moyen de 54 % sur Metacritic.